# Karjalan kunnailla
A Karjalan kunnailla egy ismert karjalai, finn népdal. A Karjalai Köztársaság Himnuszához e mű dallamát vette alapul. A dal finn szövegét Valter Juva írta.

## Finn szöveggel
Suomenkieliset sanat sävelmään on tehnyt Valter Juva.
Jo Karjalan kunnailla lehtii puu,
jo Karjalan koivikko tuuhettuu.
Käki kukkuu siellä ja kevät on,
vie sinne mun kaiho pohjaton.
Mä tunnen vaaras ja vuoristovyös
ja kaskien sauhut ja uinuvat yös
ja synkkäin metsies aarniopuut
ja siintävät salmes ja vuonojes suut.
Siell' usein matkani määrätöin
läpi metsien kulki ja näreikköin.
Minä seisoin vaaroilla paljain päin,
missä Karjalan kauniin eessäin näin.
Tai läksin kyliin urhojen luo,
Miss' ylhillä vaaroilla asui nuo;
Näin miehet kunnon ja hilpeän työn
Ja näin, miss' sykkii Karjalan syän.

## Magyar fordítás
A karjalai hegyekben
Már zöldre festik a fák Karjala dombjait,
Már a karjalai nyírfaerdő lassan megtelik.
Kakukk dalol ott, és tavasz van,
Odavisz engem a vágy, mely olthatatlan.
Ismerem hegyvidékid' s annak láncait,
Irtásföldid' füstjét, és nyugvó éjszakáid,
Sötét erdőidnek vénséges fáit,
Kék öbleid s fjordid' torkolatáit.
Gyakran voltak útjaim ott – végtelenül,
Erdőkön, fiatal fenyveseken keresztül;
Álltam a hegyen fedetlen fővel
Hol szép Karjalát láttam előttem.
Vagy indultam vitézekhez a falvakba,
Hol Ők laktak a hegyek magasában.
Láttam derűs munkáját erős férfiaknak,
És láttam, merre szíve dobog Karjalámnak.
A. Rauhallinen